# Lillian Rosanoff Lieber
Pour les articles homonymes, voir Rosanoff et Lieber.
Lillian Rosanoff Lieber (26 juillet 1886 à Mykolaïv, Empire russe - 11 juillet 1986 à Queens, New York) est une mathématicienne russo-américaine et une auteure populaire. Elle fait souvent équipe avec son mari illustrateur, Hugh Gray Lieber, pour produire ses œuvres.

## Vie et carrière

### Petite enfance et éducation
Lillian Lieber est l'une des quatre enfants d'Abraham et de Clara (Bercinskaya) Rosanoff, un couple aux origines russes. L'un de ses frères est l'éditeur de Denver Joseph Rosenberg, un autre est le psychiatre Aaron Rosanoff (en) et enfin Martin André Rosanoff (en) est chimiste. La famille s'exile aux États-Unis en 1891 où elle fait ses études. Elle obtient son diplôme au Barnard College en 1908, puis une maîtrise à l'université Columbia en 1911 et son doctorat en chimie de l'université Clark en 1914. à Clark, elle est condisciple de Solomon Lefschetz. Elle épouse Hugh Gray Lieber en 1926.

### Activités professionnelles
Elle enseigne au Hunter College de 1908 à 1910, puis est professeure dans l'enseignement secondaire de New York de 1910 à 1912, puis en 1914-1915. Elle est chercheuse au collège Bryn Mawr de 1915 à 1917 et est assistante de physique de 1917 à 1918 au Wells College (en), où elle exerce également les fonctions de chef du département de physique, et au Connecticut College for Women (en) de 1918 à 1920. Elle rejoint en 1934 le département de mathématiques de l'université de Long Island à Brooklyn, et est nommée directrice du département en 1945. Elle est ensuite professeure titulaire de 1947 jusqu'à sa retraite en 1954. Elle dirige l'Institut Galois de mathématiques,. 
Elle est l'auteure de 17 livres, écrits en vers libres et illustrés de dessins exécutés par son mari. Plusieurs personnalités ont souligné le caractère très accessible de ses , notamment Albert Einstein, Cassius Jackson Keyser, Eric Temple Bell ou encore S. I. Hayakawa. Concernant son livre, The Education of T. C. MITS (en), Dorothy Canfield Fisher a ainsi déclaré  : « C'est tout à fait différent de tout autre livre que vous ayez jamais acheté […] plein de mathématiques et plein d'humour […] également plein d'une philosophie de vie profonde et curative, rassurante, fortifiante, [et] humaine […] ».
Lillian Rosanoff Lieber a édité plusieurs volumes de conférences d'Évariste Galois, notamment A Practical Simplification of the Method of Least Squares de Martin, plusieurs conférences d'Alonzo Church, et Lattice Theory de Garrett Birkhoff.

### Obscurité sur sa vie personnelle
Peu de détails sur la vie et la carrière de Lillian Lieber ont survécu, même à l'université de Long Island. Elle est décédée dans le Queens, à New York, quelques semaines avant son 100e anniversaire. Des détails peuvent être trouvés dans le livre épuisé, Yesterday, qui a été écrit par sa cousine Miriam Shomer Zunser (en) dans les années 1930.

## Typographie inhabituelle
Lillian Rosanoff Lieber ne s'est pas contentée d'illustrer ses livres avec les dessins de son mari Hugh Gray Lieber, lui-même le chef du département des beaux-arts de l'université de Long Island), mais elle a souvent choisi un schéma inhabituel de typographie comme cela est visible dans sa préface à The Education of TC MITS : 

« Ce n'est pas destiné à être  
 un vers libre. 
 Écrire chaque phrase sur une ligne distincte  
 facilite la lecture rapide,  
 et tout le monde  
 est pressé  
 aujourd'hui. »

TC MITS est un acronyme pour « The Celebrated Man In The Street », un personnage qui, à l'instar de M. Tompkins de George Gamow, a été utilisé pour faire découvrir au grand public des concepts de mathématiques et de physique. Le personnage de MITS était au cœur de l'approche populaire de Lieber en matière d'éducation, et elle a souvent agrémenté ses expositions de passages vantant les vertus du système démocratique.

## Le « standard Lillian Lieber »
Dans son livre, The Einstein Theory of Relativity, Lillian Lieber a exprimé son point de vue sur l'inclusion des mathématiques dans les livres destinés au « célèbre homme [ou femme] dans la rue »: « … juste assez de mathématiques pour AIDER et NON pour ENTRAÎNER le lecteur profane... De nombreuses discussions «populaires» sur la relativité sans aucun calcul ont été écrites, mais nous doutons que même les meilleures d'entre elles puissent éventuellement donner à un novice une idée adéquate de ce dont il s'agit. […] D'un autre côté, il existe de nombreux [livres sur la relativité] qui ne sont accessibles qu'aux experts ».

## Œuvres
Bien que ses œuvres aient eu une grande influence (y compris une édition spéciale de poche de The Education of TC MITS qui a été distribuée aux militaires américains pendant la Seconde Guerre mondiale), elles sont restées épuisées pendant des décennies. En 2007, The Education of TC MITS, Infinity et The Einstein Theory of Relativity ont été réédités. 
- 1931 : Non-Euclidean Geometry, Academy Press[7].
- 1932 : Galois and the Theory of Groups, Science Press Printing Company, Lancaster, PA.
- 1936 : The Einstein Theory of Relativity, Science Press Printing Company, Lancaster, Pennsylvanie.
- 1940 : Non-Euclidean Geometry; or, Three Moons in Mathesis, Science Press Printing Company, Lancaster, Pennsylvanie[1].
- 1942 : The Education of TC MITS, Galois Institute of Mathematics and Art, Brooklyn, NY. .
- 1944 : The Education of TC MITS, W. W. Norton & Company, NY, (édition révisée et agrandie)
- 1945 : The Einstein theory of Relativity, Farrar & Rinehart, NY et Toronto. (La partie I de cette édition est le même matériel publié en 1936. La partie II était nouvelle dans cette édition. )
- 1946 : Modern Mathematics for TC Mits, The Celebrated Man in the Street, G. Allen & Unwin Ltd, Londres, 1re édition de Londres.
- 1946 : Take a Number: Mathematics for the Two Billion, The Jacques Cattell Press, Lancaster, Pennsylvanie.
- 1947 : Mits, Wits and Logic, (1re édition) WW Norton & Company, NY[6].
- 1949 : The Einstein Theory of Relativity, D. Dobson (en), Londres.
- 1953 (2008) : Infinity: Beyond the Beyond the Beyond, édité et avant-propos par Barry Mazur, Paul Dry Books, Rinehart, NY[8],[9].
- 1954 : Mits, Wits, and Logic, (édition révisée) Galois Institute of Mathematics and Art, Brooklyn, NY.
- 1956 : Human Values of Modern Mathematics a Book of Essays, Galois Institute of Mathematics and Art, Brooklyn, NY[10].
- 1959 : Lattice Theory: The Atomic Age in Mathematics, Galois Institute of Mathematics and Art, Brooklyn, NY.
- 1960 : Mits, Wits, and Logic, (3d Edition) WW Norton & Company, NY.
- 1961 : Human Values and Science, Art and Mathematics, (1st Edition) WW Norton & Company, NY.
- 1961 : Galois and the Theory of Groups: A Bright Star in Mathesis, Galois Institute of Mathematics and Art, Brooklyn, NY[11].
- 1963 : Mathematics: First S-t-e-p-s, F. Watts, NY.
- 2007 : The Education of T. C. MITS: What Modern Mathematics Means to You, Préface de Barry Mazur, Paul Dry Books, Philadelphie, Pennsylvanie[12].
- 2008 : The Einstein theory of Relativity: A Trip To the Fourth Dimension, Paul Dry Books, Philadelphie, Pennsylvanie[13].
- 2017 Take a Number: Mathematics for the Two Billion, Dover Publications, Mineola, NY[2].